# Željko Đokić
Željko Đokić (sr. Жeљкo Ђoкић; ur. 10 maja 1982 w Nowym Sadzie) – bośniacki piłkarz serbskiego pochodzenia występujący na pozycji obrońcy. Od 2013 roku jest zawodnikiem Javora Ivanjica.

## Kariera
Đokić zaczynał swoją karierę w klubie Srem Jakovo. Wiosną sezonu 2002/03 wyjechał do macedońskiej Pobedy Prilep, której barwy reprezentował przez następne trzy lata. Na początku 2007 roku wrócił do Serbii, gdzie występował najpierw ponownie w Sremie Jakovo, później zaś w Javorze Ivanjica. Latem 2009 roku podpisał umowę z greckim Panthrakikosem. Po sezonie znowu został graczem Javora Ivanjica. Na początku grudnia 2010 roku parafował 2,5-letni kontrakt z Ruchem Chorzów, który obowiązywał od stycznia 2011 r. Wcześniej zawodnik znajdował się w kręgu zainteresowań hiszpańskiego Realu Valladolid i izraelskiego Maccabi Tel Awiw.
W polskiej lidze zadebiutował 26 lutego 2011 roku w meczu z Lechią Gdańsk. W sezonie 2011/12 wraz z Ruchem zdobył wicemistrzostwo kraju oraz był finalistą Pucharu Polski.

## Statystyki
stan na 20 sierpnia 2013
| Sezon   | Klub         | Liga        | Liga  | Liga | Puchar        | Puchar | Puchar | Europa      | Europa | Europa | Łącznie | Łącznie |
| Sezon   | Klub         | Rozgrywki   | Mecze | Gole | Rozgrywki     | Mecze  | Gole   | Rozgrywki   | Mecze  | Gole   | Mecze   | Gole    |
| ------- | ------------ | ----------- | ----- | ---- | ------------- | ------ | ------ | ----------- | ------ | ------ | ------- | ------- |
| 2010/11 | Ruch Chorzów | Ekstraklasa | 13    | 0    | Puchar Polski | 2      | 0      | –           | –      | –      | 15      | 0       |
| 2011/12 | Ruch Chorzów | Ekstraklasa | 13    | 1    | Puchar Polski | 2      | 0      | –           | –      | –      | 15      | 1       |
| 2012/13 | Ruch Chorzów | Ekstraklasa | 20    | 0    | Puchar Polski | 5      | 0      | Liga Europy | 4      | 0      | 29      | 0       |
| Łącznie | Łącznie      | Łącznie     | 46    | 1    |               | 9      | 0      |             | 4      | 0      | 59      | 1       |